# John J. Harvey (bateau-pompe)
Le John J. Harvey est un ancien bateau-pompe du service d'incendie de la ville de New York (FDNY), célèbre pour avoir repris du service après les Attentats du 11 septembre 2001. Il fait partie des bateaux-pompes les plus puissants jamais construits, capable de pomper jusqu'à 18 000 gallons d'eau par minute (plus de 68 000 litres).

## Historique
Lancé en 1931, le John J. Harvey a mené une brillante carrière dans le FDNY jusqu'à sa retraite en 1994. Il porte le nom du marin-pompier John J. Harvey, tué lorsqu'un navire a explosé lors d'un incendie. Parmi les incendies marins auxquels il a participé, citons l'incendie de la jetée de la Cunard Line en 1932, l'incendie du paquebot Normandie en 1942, le navire de munitions El Estero en 1943 et la collision des pétroliers Alva Cape et Texaco Massachusetts en 1966. Sa désignation officielle à la fin de sa carrière, de 1959 à 2001) était Marine 2. Il porta aussi les noms de Engine 57 (1931) et Engine 88 (1938).

## Préservation
John J. Harvey a été vendu, aux enchères, en 1999, à un consortium privé de conservateurs marins déterminés à empêcher sa mise au rebut. En juin 2000, Il a été ajouté au registre national des lieux historiques du National Park Service. Ses propriétaires actuels l'ont entièrement restauré et organisent de fréquentes excursions gratuites sur la rivière. Il est actuellement amarré au North River Pier 66, situé à la 12e Avenue et à la 26e Rue sur la rivière Hudson.
En 2018, il a été repeint à la Caddell Dry Dock, Staten Island, dans un motif éblouissant rouge et blanc dans le cadre d'un projet artistique de Tauba Auerbach (en), en commémoration du camouflage Dazzle utilisé sur les navires de la Première Guerre mondiale.

## 11 septembre 2001
John J. Harvey a eu un rappel inattendu. Peu de temps après les attaques contre le World Trade Center le 11 septembre 2001, les propriétaires du bateau ont demandé aux responsables du FDNY la permission d'aider aux évacuations de Ground Zero. Pendant ce temps, les pompiers avaient déterminé que l'ampleur des destructions avait endommagé de nombreuses conduites d'incendie, privant les équipes de pompiers d'eau. Les responsables ont téléphoné au John J. Harvey, lui demandant si ses pompes fonctionnaient toujours. Répondant qu'ils l'ont fait, on lui a dit de déposer ses passagers dès que possible et de retourner sur le site de la catastrophe, réactivant sa désignation officielle Marine 2. Aux côtés de deux autres bateaux-pompes FDNY, John D. McKean et Fire Fighter, il a pompé de l'eau au site pendant 80 heures, jusqu'à ce que les conduites d'eau soient rétablies. Le National Trust for Historic Preservation a décerné à John J. Harvey un National Preservation Award spécial pour reconnaître cet incident. L'histoire de John J. Harvey a fait l'objet d'un livre pour enfants en 2002.
Il a été classé au registre national des lieux historiques le 15 juin 2000 et nommé National Historic Landmark le 11 avril 1989.

## Galerie

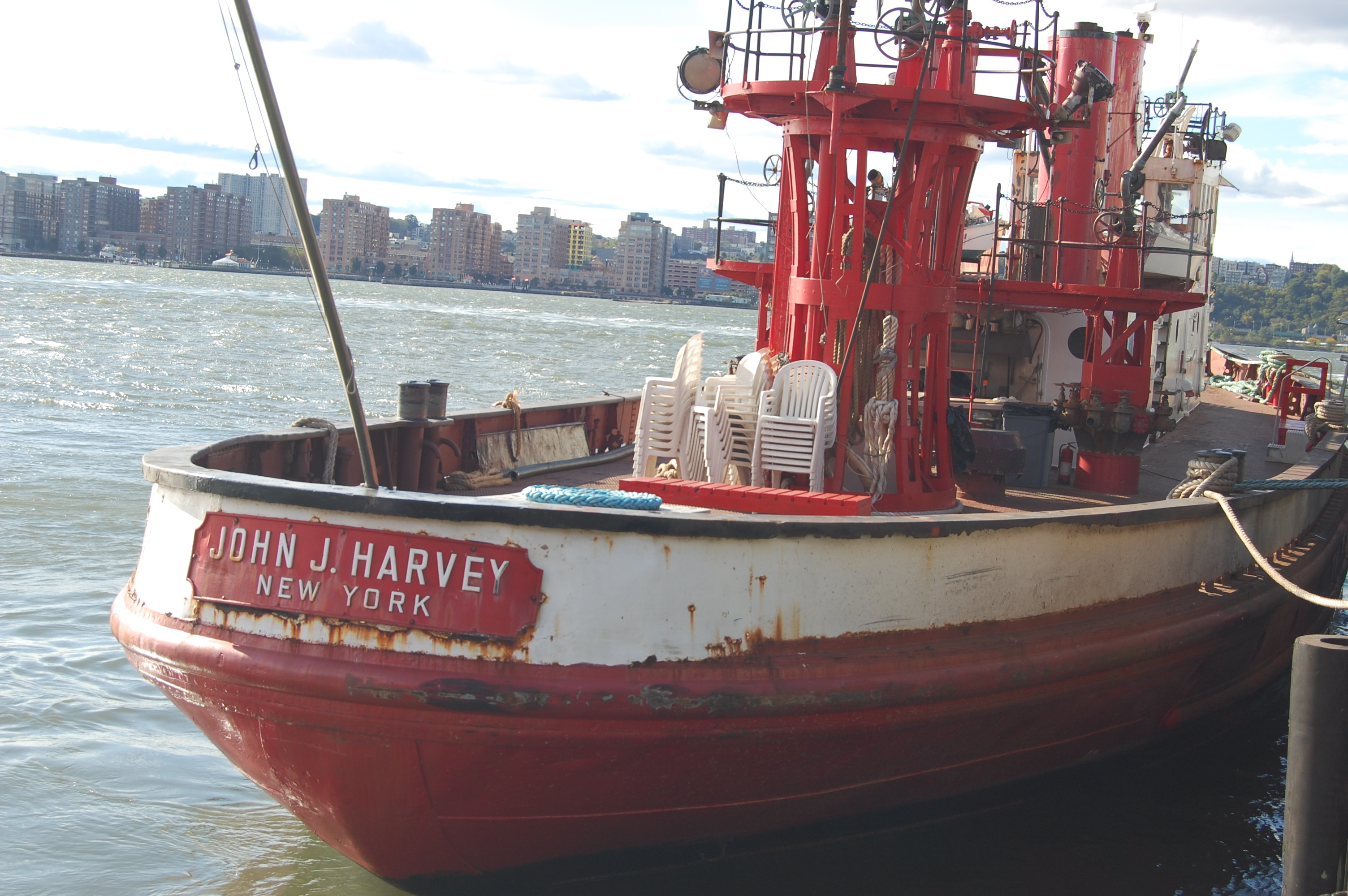
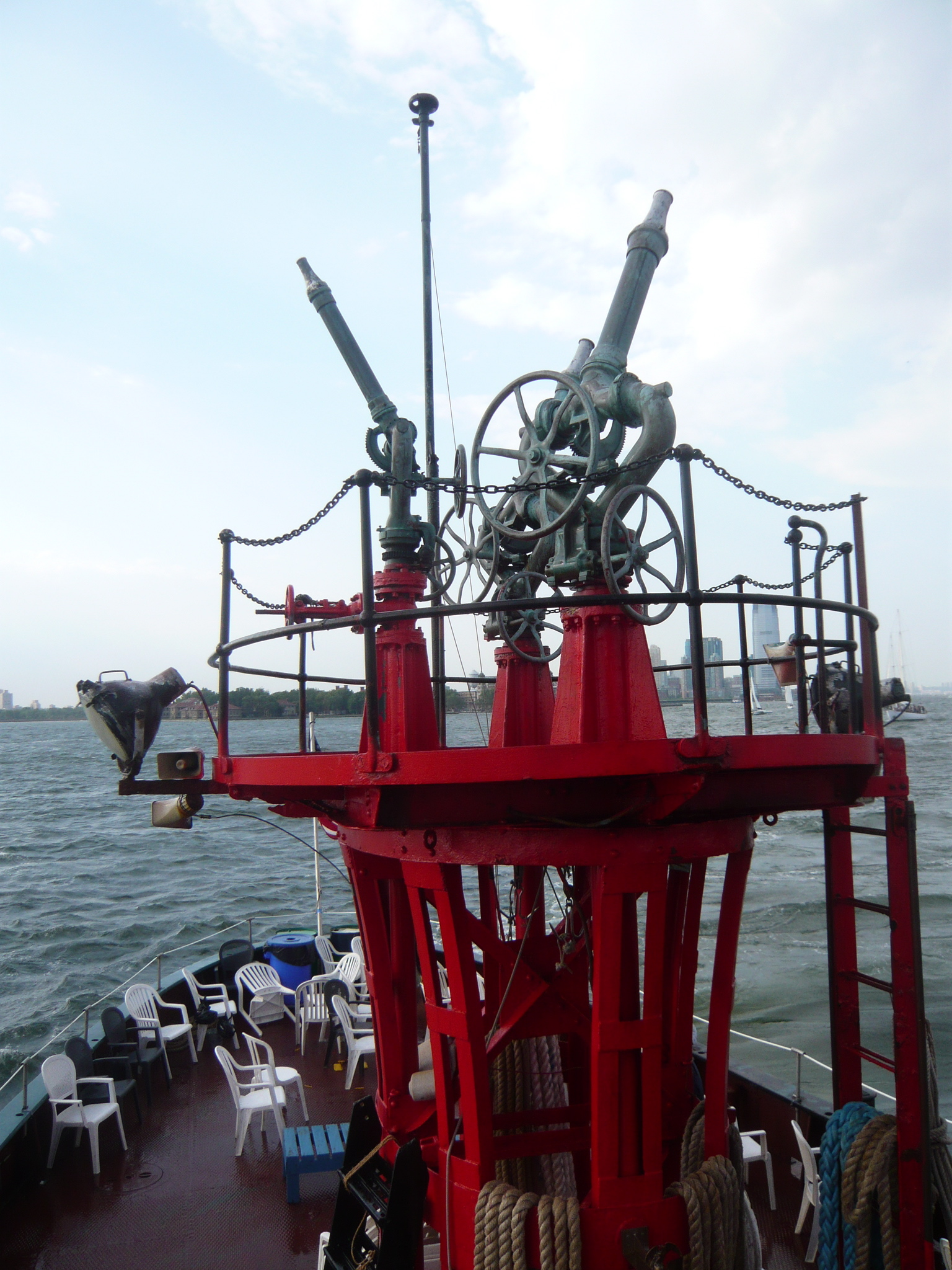
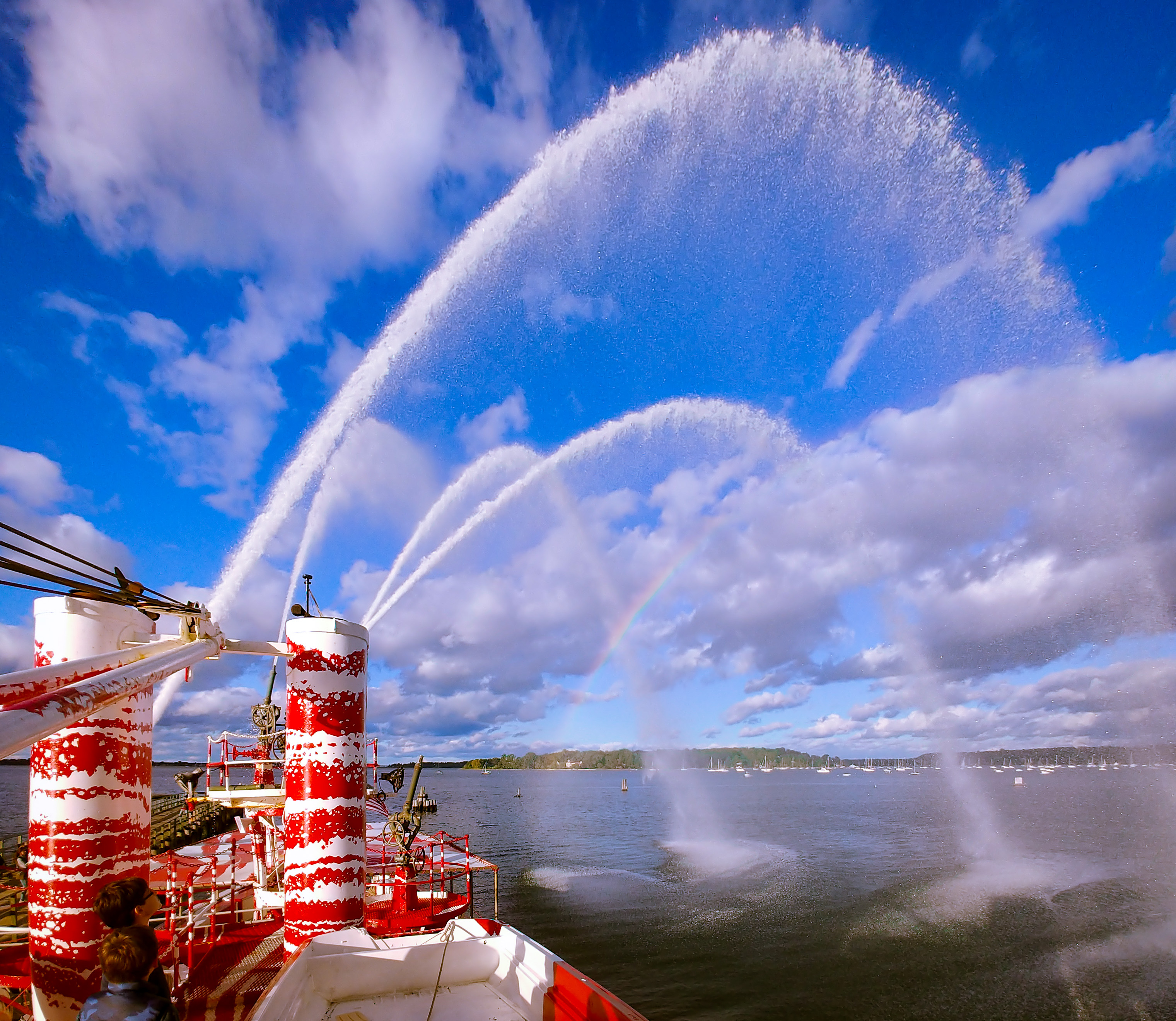